# Serrat de Redoneda
El Serrat de Redoneda és un serrat del terme municipal de Tremp, antigament del de Gurp de la Conca. És just a ponent del poble de Santa Engràcia, des del qual davalla cap al fons de la vall del barranc de Seròs.